# Косфельд
Косфельд (нем. Coesfeld [ˈkoːsˌfɛlt]) — город в Германии, районный центр, расположен в земле Северный Рейн-Вестфалия.
Подчинён административному округу Мюнстер. Входит в состав района Косфельд. Население составляет 36 345 человек (на 31 декабря 2010 года). Занимает площадь 141,05 км². Официальный код — 05 5 58 012.
Город подразделяется на 2 городских района.

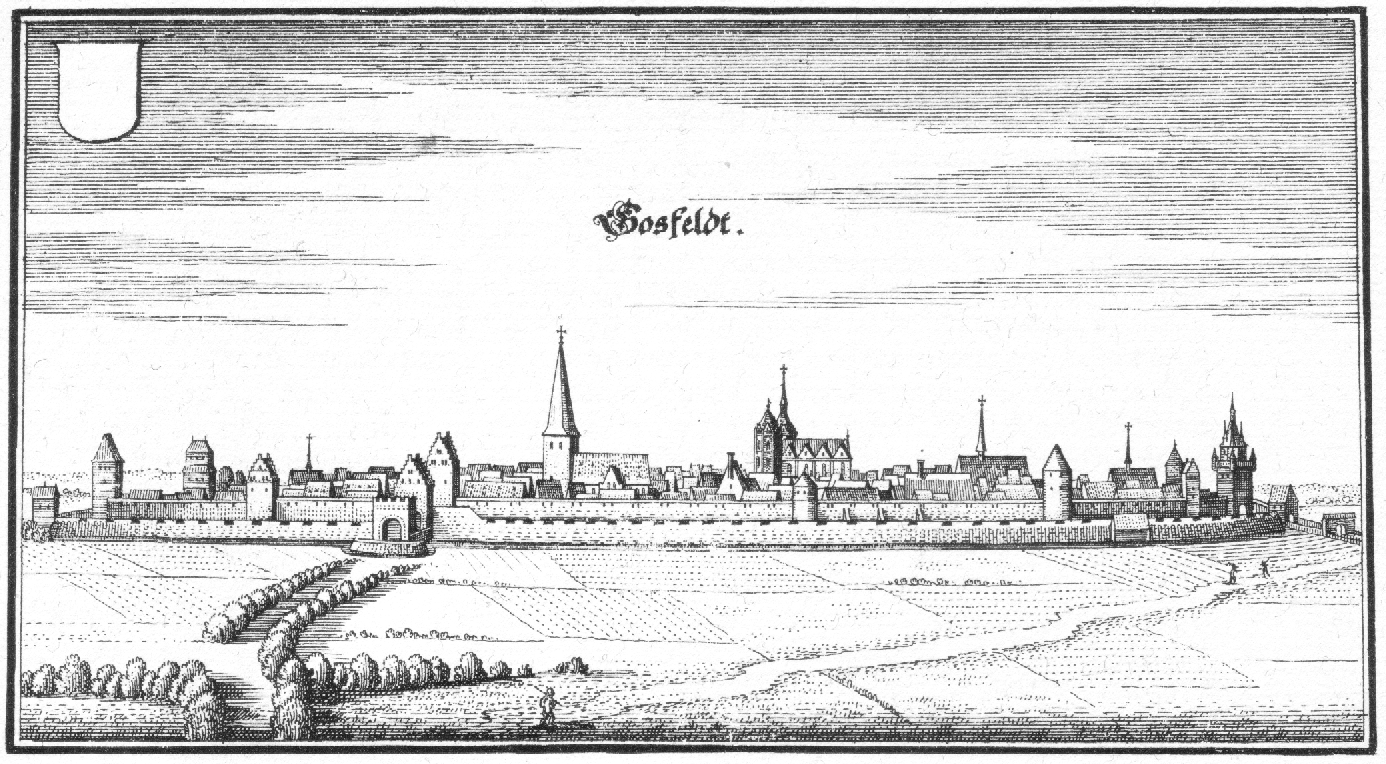
Косфельд